# Filtrage d'appel
Pour les articles homonymes, voir filtrage.
Le filtrage d'appel est le processus d'évaluation d'un appel téléphonique pour décider de sa prise ou de son rejet.
Les méthodes d'évaluation peuvent inclure :
- écouter le message qui est en train d'être enregistré en temps réel,
- se baser sur l'identifiant de l'appelant (liste blanche et liste noire),
- des contraintes temporaires : accepter ou refuser l'appel dans une certaine tranche horaire,
- combiner les contraintes temporaires et l'identifiant de l'appelant,
- filtrage d'appel via un code : l'utilisateur spécifie un code numérique, l'utilisateur prendra l'appel des appelants connaissant le code, sinon l'appel est redirigé vers la boite vocale,
- une fiche de renseignements concernant les appels (numéro de la personne, la personne précise qui appelle).